# Verenigde Bloklandse en Korteraarse Polder
De Verenigde Bloklandse en Korteraarse Polder was een waterschap in de voormalige gemeente Ter Aar in de Nederlandse provincie Zuid-Holland.
Het waterschap werd in 1892 gesticht door het samenvoegen van de waterschappen/polders:
- De Bloklandsche Polder
- De Korteraarsche Polder